# Williburg von Hünikon
Williburg von Hünikon, auch Willeburg von Hegew oder von Humlikon (* im 13. Jahrhundert), war eine Schweizer Priorin. Sie gründete und leitete das Dominikanerinnen-Kloster St. Katharinental am Rhein bei Diessenhofen.

## Leben und Wirken

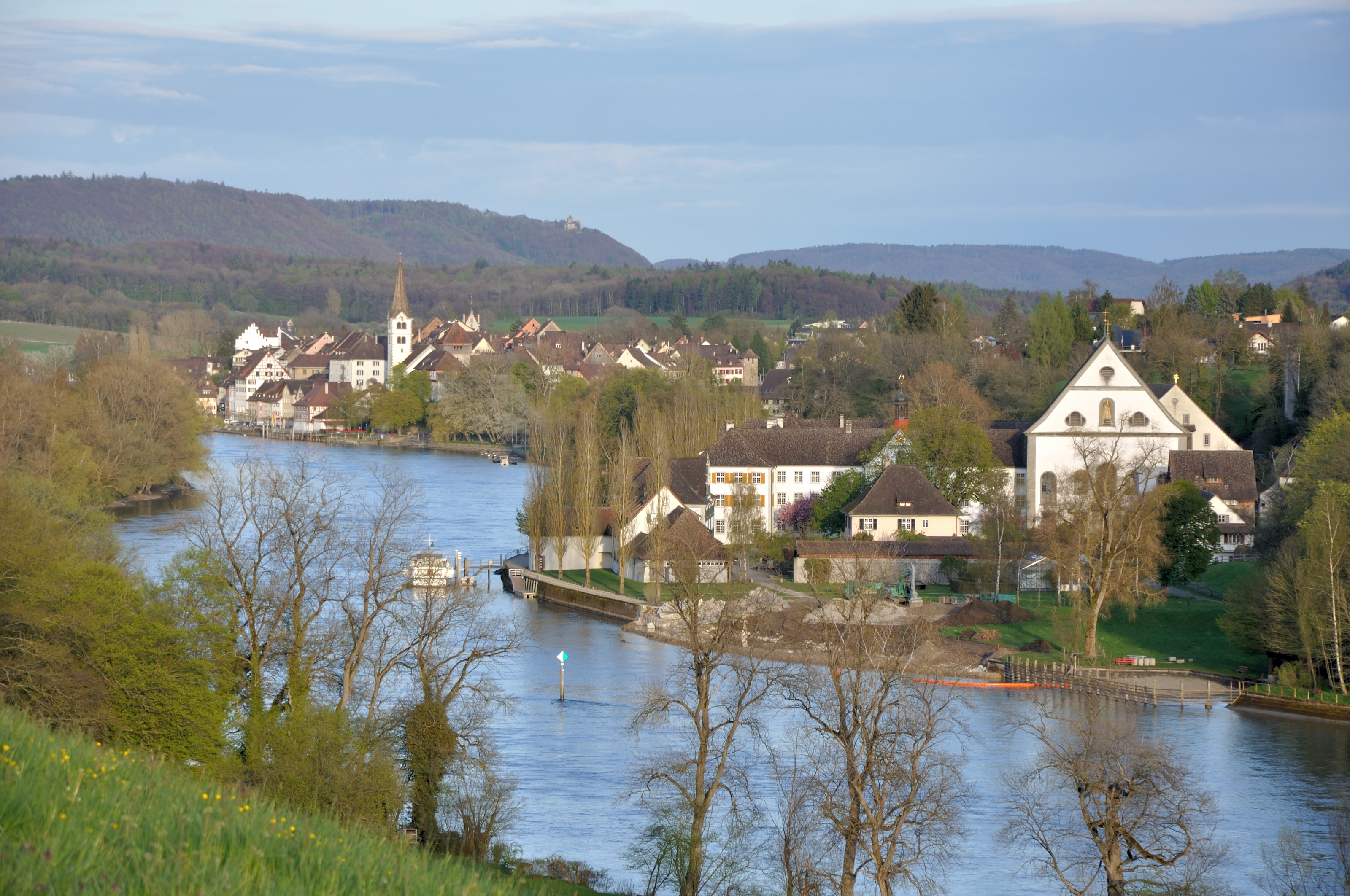
Kloster St. Katharinental bei Diessenhofen (2012)

Freiin Williburg von Hünikon war eine adelige Witwe. Es ist jedoch durch Quellen nicht gesichert, ob sie Angehörige des Adelsgeschlechts von Humlikon oder der ritterlich kyburgischen Dienstleute von Hünikon (Gemeinde Neftenbach) war. Ihre Lebensdaten sind nicht bekannt, es finden sich allein urkundliche Erwähnungen aus den Jahren 1246 und 1256.
Sie gilt als Leiterin einer um 1230 von Flaach über Winterthur und um 1235 nach Diessenhofen ziehenden Beginengemeinschaft von 12 Frauen. Diese führten ein eheloses frommes Leben in einer ordensähnlichen Gemeinschaft. 1242 erhielt die Gemeinschaft für die Klostergründung von Graf Hartmann IV. von Kyburg ein Jagdhaus, 1245 ein Grundstück am Rhein. 1251 bezog die Gemeinschaft den ersten Konventsbau des Klosters St. Katharinental. Williburg von Hünikon soll dort gemäss der klösterlichen Überlieferung mit drei Töchtern und einer Schwester gelebt haben.
Die Frauen der Ordensgemeinschaft lebten nach den Augustinerregeln und den Satzungen der Dominikaner von St. Markus in Strassburg. Papst Innozenz IV. inkorporierte das Kloster 1245 in den Dominikanerorden. Um 1280 lebten im Kloster 150, später 40 bis 70 Frauen.

## Würdigung
Am 20. Oktober 2012 wurde auf Initiative von Frieda Bühler der Williburgweg in Hünikon nach der Priorin benannt.